# 똑바로 살아라 (시트콤)
《똑바로 살아라》는 2002년 11월 5일부터 2003년 10월 31일까지 방송되었던 시트콤이다.

## 트리비아
시트콤 《순풍산부인과》와 《웬만해선 그들을 막을 수 없다》의 연출을 맡아 많은 인기를 얻었던 김병욱 PD의 세 번째 시트콤인데 원래 2002년 가을개편 첫 주(11월 4일)부터 시작할 예정이었지만 오후 5시 45분부터 방송되었던 SBS 스포츠 프로야구 한국시리즈 2차전 중계방송이 늦게 끝나서 같은 달 5일로 첫 회가 변경되었다.
한편, 이 프로그램은 첫 회(2002년 11월 4일)부터 월~금 밤 10시 35분에 편성됐지만 iTV가 월~목 9시 30분 편성된 《해바라기 가족》을 끝으로 일일드라마를 폐지하는 대신 2003년 2월 3일부터 월~금 오후 9시 30분으로 이동한 iTV 연예정보 프로그램 <연예로드쇼 하이파이브>가 위협해온 데 이어
SBS 자회사 SBS 프로덕션에서 외주제작한 《소문난 여자》 이후 후속으로 편성된 SBS의 일일드라마들이 기대 이하의 성적에 그치자 2003년 5월 19일부터 일일극과 시간대를 맞바꿔 밤 9시 20분에서 밤 8시 50분으로 이동하며, 시청률이 갈수록 떨어졌는데 그 해 8월 6일 방송분에서 서민들을 무시하고 위화감을 조성하였다는 대사를 내보내 시청자들로부터 거센 비난을 사야 했으며 2003년 7월 15일부터 7월 18일까지는 피스컵 국제축구 중계 편성 관계로 2003년 5월 16일까지의 시간대였던 9시 30분으로 돌아왔으나 2003년 2월 3일부터 시간대 이동 후 5월 16일까지 해당 프로그램과 경쟁한 <연예로드쇼 하이파이브>, KBS가 2TV 일일드라마를 폐지하는 대신 2003년 6월 9일 시작된 일일시트콤 《달려라 울엄마》탓인지 큰 관심을 끌지 못했는데 해당 프로그램이 2003년 7월 15일부터 같은 달 18일까지 9시 30분에 방영될 당시 경쟁작들 중 하나인 《달려라 울엄마》가 해당 프로그램(똑바로 살아라)과 같은 외주제작사(휴먼컴)였던 터라 아픔이 두 배였다.
아울러, 가족관계와 이야기구조가 너무 복잡할 뿐 아니라 좌충우돌하는 가족의 모습만 그려 새로운 가치관을 제시하지 못했다는 지적이 있었다.

## 방송 시간
| 방송 채널 | 방송 기간                          | 방송 시간                        | 비고 |
| --------- | ---------------------------------- | -------------------------------- | ---- |
| SBS TV    | 2002년 11월 5일 ~ 2003년 5월 16일  | 매주 평일 밤 9시 20분 ~ 9시 55분 |      |
| SBS TV    | 2003년 5월 19일 ~ 2003년 7월 11일  | 매주 평일 밤 8시 50분 ~ 9시 15분 |      |
| SBS TV    | 2003년 7월 15일 ~ 2003년 7월 18일  | 화 ~ 금 밤 9시 30분 ~ 10시       |      |
| SBS TV    | 2003년 7월 21일 ~ 2003년 10월 31일 | 매주 평일 밤 8시 50분 ~ 9시 15분 |      |

## 등장 인물

### 노주현네
- 노주현 : 노주현 역

1948년 3월 16일 미군정 조선국 시대 말기 경기도 평택 출생. 주현정형외과 이사장. 본관은 교하 노씨. 전직 연극배우(1968년 3월 16일 데뷔) 겸 탤런트. 1978년 2월 9일부터 2000년 5월 15일까지 어언 22년 남짓 레스토랑 사업가 활동한 그는 2000년 5월 22일 이후부터 주현정형외과 이사장을 지내며 2000년 5월 29일 이후 딸 정윤과 민정, 아들 형욱, 막내 배다른 처제 리나와 함께 살고 있다. 나름 권위적이고 무식이 철철 넘치지만 의외로 마음이 따뜻하고 여려 배려심이 가끔씩 발휘되기도 한다. 막내 아들 형욱이 때문에 늘 골치를 썩는다.
- 홍리나 : 이리나 역

주현정형외과 원장. 1969년 3월 24일 경기도 수원 출생. 본관은 수원 이씨. 노주현의 막내 이복 처제로, 잘 넘어지고 덤벙대며 실수투성이지만 이미지 관리를 하려고 많이 노력한다. 혼기가 꽉찬 노처녀로 재환이 지어준 '어설픈 리나씨'란 별명이 있다. 극중 동료의사인 1년 연하의 재환과 결혼한다.
- 최정윤 : 노정윤 역

프리랜서 기자. 1976년 12월 6일 서울 출생. 주현의 장녀(맏딸)로, 똑소리나고 당찬 성격에 일찍 돌아가신 엄마의 빈자리를 훌륭하게 해내는 듬직한 딸이다. 주현의 매니저였던 동욱과는 오랜 친구이며, 동욱이 연예계로 진출하면서 새로 등장한 매니저 정명과 사귄다.
- 서민정 : 노민정 역

간호학과 4학년 대학생. 1980년 3월 21일 서울 출생. 주현의 차녀(둘째 딸)로, 매사에 긍정적이지만 대책없이 행동하며, 다른 사람들과 사고방식이 다르고 장난치기를 좋아한다. 사람들이 경기를 불러일으킬 만한 '백만불짜리 미소'의 소유자다. 물리치료사인 흥수와 연인관계다.
- 노형욱 : 노형욱 역

고등학생(공립 남녀공학 고교 재학). 1986년 11월 11일 서울 출생. 주현의 외동아들(막내)로, 성적은 꼴찌이지만 노는 걸 좋아하며, 매일 온갖 사건사고를 저지르는 사고뭉치다. 둘째 누나 민정이에게 만날 주야장천으로 사사건건 걸리고 당한다.

### 박영규네
- 박영규 : 박영규 역

주현정형외과 사무장. 본관은 밀양 박씨. 1958년 9월 19일 경기도 고양 원당면 도내리 출생. 경기도 고양시립오케스트라 부단원. 무능력하지만, 주현 덕분에 병원의 사무장이라는 허울과 함께 병원 건물에서 사실상 얹혀 산다. 너무도 쪼잔하고 심술궂으며 돈을 많이 밝혀 차라리 뇌물 받는 걸 행복으로 안다. 또한 최고의 자랑거리이자 삶의 낙은 공부 잘하는 딸이다.
- 이응경 : 이응경 역

영규의 부인이자 혜진의 엄마. 1960년 3월 2일 경기도 수원 출생. 주현의 큰 이복 처제로, 병원 건물 4층에서 재환, 흥수, 동욱(후반에 정명으로 교체)의 하숙(자취방)을 놓으며 살아간다. 남편 영규처럼 엄청난 자린고비로, 이른바 일명 '뻔순이'로 통한다.
- 전혜진 : 박혜진 역

영규의 무남독녀 외동딸로, 또래 형욱(주현의 아들)과는 이종사촌지간이다. 1986년 3월 29일 서울 출생. 사립 여고에 재학하는 고등학생으로, 말썽꾸러기인 형욱과 달리 전교 1등이자 전국 모의고사도 100등 안에 족히 드는 그야말로 수재 중 상수재다. 또한 자신이 부당토록 받은 특정 피해는 차라리 반드시 몇 수 배로라도 일일이 보복해 주는 상당히 집요한 성격의 소유자이기도 하다.
- 이동욱 : 이동욱 역 ( ~ 123회 / 232회 특별출연)

1976년 12월 11일 서울 출생. 본관은 청주 이씨. 전직 레스토랑 지배인 겸 수석 매니저 출신이자 훗날 흥수의 룸메이트로 영규네서 하숙하는 극중 전반기 주현의 매니저다. 평소 사뭇 과묵하고 진지하며, 오랜 친구 정윤(주현의 큰 딸)을 좋아한다. 중반부에 방송에 데뷔를 하여 작품에서 하차하였으며, 훗날에 게스트로 출연하였다.
- 천정명 : 천정명 역 (125회 ~ )

1977년 11월 8일 서울 출생. 본관은 영양 천씨. 전직 레스토랑 차석부지배인 겸 차석 매니저 출신이며, 하차한 동욱을 대신하는 주현의 새 매니저로, 매우 순수하고 착한 청년이다. 결국 이런 매력 때문에 정윤과 연인 관계로 상당히 발전한다.

### 병원
- 안재환 : 안재환 역

1970년 12월 24일 경기도 안양 출생. 본관은 순흥 안씨. 영규네서 하숙하는 주현정형외과의 의사(부원장)이자 영규의 철천지 원수. 평소 원장인 리나에게 심한 장난치는 걸 즐긴다. 한편 영규가 그토록 좋아하는 뇌물이나 뒷돈을 단호히 거부하는 사람으로 이로 인해 영규와 자주 충돌한다. 하지만 이런 영규와도 만취를 하거나 내기가 걸린 게임을 하면 말로는 싫어하지만, 무척 절친한 사이가 된다. 극중 병원장인 리나와 연인관계를 형성하며, 결국 결혼에 성공한다
- 김흥수 : 김흥수 역

1976년 12월 31일 경기도 용인 출생. 본관은 해주 김씨. 영규네서 하숙하는 주현정형외과의 물리치료사. 경기도 오산 소재 전문대학 물리치료학과 전문학사 출신이고, 키가 엄청 크나, 글쎄? 그런 것 말고는 별로 장점이 없는 캐릭터로 나온다. 엄청 무식하고 겁이 많으며, 당황하면 말을 버벅대고 도가 지나칠 정도의 심한 장난을 즐긴다. 자칭 '장난전문가'이지만 이 때문에 주현의 눈밖에 자주난다. 하지만 이런 성격으로 인해 같은 과인 주현의 둘째딸(주현정형외과의 간호사)인 민정과 연인 관계이다.
- 박희진 : 박희진 역

주현정형외과의 시골 출신 간호사. 경기도 양평 출생.
- 이채연 : 이채연 역

주현정형외과의 간호사.
- 정려원 : 정려원 역

100회부터 새로 들어오는 주현 정형외과의 간호사. 실은 동욱의 관심을 끌어보기 위해 새로 들어왔다.

### 그 외
- 김보화 : 노주현의 첫번째 아내 이보화 역. 1950년 12월 6일 경기도 수원 출생. 2000년 10월 23일 이후부터 제주도 제주 거주(귀금속 보석점 사업가).
- 김동수 : (지난날 회상 관련 대목에서) 33세 젊은 시절(1979년 2월 15일 당시)의 노주현 역(5회) - 지난날 32세 시절(1978년 9월 15일), 노주현은 3년 연상의 사별 초취 부인 연안 차씨 차미리(노정윤의 어머니)를 병으로 인하여 상배 후 이듬해 33세 시절(1979년 5월 5일)에 3년 연하의 재취 계배 부인 수원 이씨 이보화(노민정과 노형욱의 어머니)와 재혼.
- 서춘화 : (지난날 회상 관련 대목에서) 30세 젊은 시절(1979년 2월 15일 당시)의 이보화 역(5회)
- 김영배 : (지난날 회상 관련 대목에서) 64세 시부 시절(1979년 5월 5일 당시)의 노희동 역(5회) - 젊은 시절(33세 때)의 노주현의 아버지(1979년 2월 15일 당시 64세). - 본관(관향)은 교하 노씨 - 1984년 2월 29일 이후 경기도 평택 회귀 및 거주.
- 이종남 : (지난날 회상 관련 대목에서) 51세 시모 시절(1979년 5월 5일 당시)의 신계옥 역(5회) - 젊은 시절(33세 때)의 노주현의 어머니(1979년 2월 15일 당시 51세). - 본관(관향)은 평산 신씨 - 1984년 2월 29일 이후 경기도 평택 회귀 및 거주.
- 오욱철 : (지난날 회상 관련 대목에서) 57세 장인 시절(1979년 5월 5일 당시)의 이항욱 역(5회) - 젊은 시절(30세 때)의 이보화와 어린 시절(14세 때)의 이응경과 어린 시절(11세 때)의 이리나의 아버지(1979년 2월 15일 당시 57세). 지난날 1960년 4월 12일 당시(38세 때)의 이항욱은 6년 연하의 사별 초배 부인 여흥 민씨 민오순(이보화 어머니)을 병으로 인하여 상배 후 43세 때(1965년 5월 13일), 17년 연하의 재취 계배 부인 대구 서씨 서귀복(이응경과 이리나의 어머니)과 재혼. - 관향(본관)은 수원 이씨 - 1988년 2월 29일 이후 경기도 수원 회귀 및 거주.
- 서혜린 : (지난날 회상 관련 대목에서) 40세 빙모 시절(1979년 5월 5일 당시)의 서귀복 역(5회) - 젊은 시절(30세 때)의 이보화의 계모(친정 새엄마)이자 어린 시절(14세 때)의 이응경과 어린 시절(11세 때)의 이리나의 어머니(1979년 2월 15일 당시 40세). - 본관(관향)은 대구 서씨 - 1988년 2월 29일 이후 경기도 수원 회귀 및 거주.
- 황수경 : (지난날 회상 관련 대목에서) 20대 젊은 시절(1986년 3월 16일 당시 21세)의 이응경 역(8회)
- 김준선 : (지난날 회상 관련 대목에서) 30대 젊은 시절(1984년 3월 29일 당시 32세)의 박영규 역(11회)
- 심양홍 : 안양홍(안재환 아버지) 역 - 경기도 안양 거주.
- 전양자 : 전양자(안재환 어머니) 역 - 경기도 안양 거주.
- 최양락 : 안양락(안재환 친갓댁 사촌 형) 역 - 경기도 안양 거주.
- 이봉원 : 박봉원(박영규 친갓댁 사촌 남동생) 역 - 경기도 성남 거주.
- 김상순 : 황경재(박영규 외갓댁 외숙부) 역 - 경기도 부천 거주.
- 문천식 : 김상수(김흥수 친형) 역 - 경기도 오산 거주.
- 윤현진 : 동욱, 흥수가 반한 법률사무소 직원 역
- 김연주 : 노주현과 사귀는 기상캐스터 김연주 역
- 임백천 : 김연주를 스토커하는 경찰 역
- 윤종신 : 리나가 버스에서 만나 데이트하게 된 가난하지만 자존심 강한 기타리스트 역 (13회, 35회)
- 윤서현 : 윤서현 역. 응경의 소개로 만난 미국갓다가 돌아온 리나의 맞선남, (22화) 《순풍산부인과》에 출연했었던 배우다. 추후 《거침없이 하이킥》에 출연한다.
- 수애 : 동욱의 친구 역 (30회)
- 이유리 : 흥수의 소개팅녀 고등학교 국어교사 최연희 역 (33회)
- 김빈우 : 노주현 주연의 아침드라마 여주인공 김명희 역 (36회)
- 이태리 : 이준오 역. 주현이 공익 광고 촬영할 때 같이 촬영했던 아역배우다. (38화) 《순풍산부인과》에 출연했던 배우다.
- 이세창 : 리나가 맘에 들어 한 재환의 선배 이세창 역 (48회)
- 하정우 : 정윤의 소개팅남 역
- 백승욱 : 정윤의 소개팅남 역
- 최여진 : 정윤 동욱 친구
- 이혜림 :
- 곽지민 : 형욱뺨때리는 다현 역
- 권은아 : 형욱 임시담임선생으로 노주현에게 들이대는 역 (134회) 《순풍산부인과》에 출연했었던 배우다.
- 최재환 : 게스트 역
- 임예원 : 게스트 역
- 김성희 : 영규가 병원원장인줄알고 꼬시는 꽃뱀 - 124회의 술집 종업원 역
- 윤은혜 : 재환후배로 흥수에게 들이대는 역
- 지석진 : 희진 소개남 역
- 이지현 : 희진소개남인 지석진의 헤어진 여자친구 역
- 김생민 : 물건을 매우 아끼는 희진 소개남 역
- 조영구 : 무릎꿇고 사죄하기 좋아하는 희진 소개남 역
- 신구 : 정명이 존경하는 배우 역. 《웬만해선 그들을 막을 수 없다》에 출연했었던 배우다.
- 손지창 : 희진에게 반한 건축사무소 사장 역
- 오지호 : 리나의 옛 남친 역
- 이은 : 게스트 역
- 한기범 : 1인 2역 제일정형외과 농구선수 역과 형욱의 돈을 뺏어간 키 큰 동네 재수쟁이 영감 역
- 신준영 : 영감 조직원 역
- 김현철 : 혀짧은 요들송 부르는 조직원, 재환 후배 역
- 이윤석 : 게스트 역
- 표인봉 : 리나, 재환 선배 역. 《순풍산부인과》에 출연했었던 배우다.
- 조향기 : 재환 옛 여친 역
- 서현진 : 뽀뽀에 미친 흥수소개팅녀 역
- 정준하 : 박경태 역. 강력반 형사로 리나의 중학교 동창이다. 추후 《거침없이 하이킥》에 출연한다.
- 주부진 : 드라마 《귀향》에 출연한 배우 역. 추후 《거침없이 하이킥!》에 출연한다.
- 김영 : 드라마 《귀향》, 《난중일기》에 출연한 배우 역.
- 홍석천 : 드라마 《귀향》 조감독 역. 《웬만해선 그들을 막을 수 없다》에 출연했었던 배우다.
- 김태영 : 드라마 《귀향》 감독 역
- 김형일 : 드라마 《난중일기》 이순신 역할 배우 역
- 황일청 : 드라마 《난중일기》 선조 역할 배우 역
- 김건호 : 드라마 《난중일기》에 출연한 배우 역
- 송귀현 : 드라마 《난중일기》 감독 역
- 유승민 : 드라마 《찰리의 노래》 감독 역
- 하대경 : 방송사 사장 역
- 이미지 : 노주현 따라다니는 여자 역
- 김형범
- 권오영
- 원숙희
- 이성호
- 전광주 : 주현이 출연했던 공익광고 나레이션을 맡은 성우
- 김영철
- 김준홍 : 혜진이 소개팅남 역

## 결방 사유
- 2002년 11월 7일 : SBS 스포츠 2002 프로야구 한국시리즈 4차전 <삼성 라이온즈 VS LG 트윈스> 중계방송으로 인한 결방
- 2002년 12월 3일, 12월 10일, 12월 16일 : <제16대 대통령 선거 후보 초청 합동 토론회> 편성으로 인한 결방
- 2002년 12월 19일 : <제16대 대통령 선거 개표방송> 편성으로 인한 결방
- 2002년 12월 20일 : 2002 대선특집 <대통령 당선자 그의 삶, 그리고 희망> 편성으로 인한 결방
- 2002년 12월 31일 : SBS 연기대상 편성으로 인한 결방
- 2003년 1월 31일 : 설 특선영화 달마야 놀자 편성으로 인한 결방[9]
- 2003년 3월 12일 : 브라질 클럽축구 최강전 <안양 LG VS 브라질 올스타> 중계방송으로 인한 결방
- 2003년 4월 16일 : 한일 축구대표 평가전 중계방송으로 인한 결방
- 2003년 5월 30일 : TV 토론 편성으로 인한 결방
- 2003년 7월 22일 : 2003년 피스컵 국제축구 결승전 중계방송으로 인한 결방
- 2003년 7월 23일 : 축구 올림픽대표 친선경기 <대한민국 : 일본> 중계방송으로 인한 결방
- 2003년 8월 15일 : <프로축구 올스타전> 중계방송으로 인한 결방
- 2003년 8월 21일 : 2003년 하계 유니버시아드 개회식 중계방송으로 인한 결방
- 2003년 9월 10일 : 추석특집 <빅스타 명장면 NG 열전> 편성으로 인한 결방
- 2003년 9월 11일 : 추석특집 조용필 데뷔 35주년 콘서트 <The History> 편성으로 인한 결방
- 2003년 9월 12일 : 특선영화 마이너리티 리포트 편성으로 인한 결방
- 2003년 10월 10일 : SBS 스포츠 2003 프로야구 플레이오프 2차전 <SK 와이번스 VS KIA 타이거즈> 중계방송으로 인한 결방
- 2003년 10월 17일 : SBS 스포츠 2003 프로야구 한국시리즈 1차전 <SK 와이번스 VS 현대 유니콘스> 중계방송으로 인한 결방
- 2003년 10월 23일 : SBS 스포츠 2003 프로야구 한국시리즈 5차전 <SK 와이번스 VS 현대 유니콘스> 중계방송으로 인한 결방

## 편성 변경
- 2003년 7월 15일 : 저녁 7시부터 2003년 피스컵 국제축구 <성남 일화 천마 VS 베식타시> 중계방송 관계로 밤 9시 30분에 방송되었으며, 이 때문에 SBS 8 뉴스는 밤 8시 55분에 방송되었다.
- 2003년 7월 16일 : 저녁 7시부터 2003년 피스컵 국제축구 <1860 뮌헨 VS PSV 아인트호벤> 중계방송 관계로 밤 9시 30분에 방송되었으며, 이 때문에 SBS 8 뉴스는 밤 8시 55분에 방송되었다.
- 2003년 7월 17일 : 저녁 7시부터 2003년 피스컵 국제축구 <성남 일화 천마 VS 카이저 치프스> 중계방송 관계로 밤 9시 30분에 방송되었으며, 이 때문에 SBS 8 뉴스는 8시 55분에 방송되었다.
- 2003년 7월 18일 : 저녁 7시부터 2003년 피스컵 국제축구 <PSV 아인트호벤 VS 나시오날> 중계방송 관계로 밤 9시 30분에 방송되었으며, 이 때문에 SBS 8 뉴스는 밤 8시 55분에 방송되었다.

## 참고 사항
- 권오중이 캐스팅 제의를 받기도 하였지만 코믹한 이미지로 굳어질까봐 고사한 바 있다.[10]
- 《대박가족》의 후속작으로, 이 시간대에 방송 중이던 《대박가족》은 청춘시트콤 《오렌지》가 대부분 배우들의 연기력 부족[11]뿐 아니라 담당 PD의 불미스러운 사건,[12] 시청률 부진으로 인해 조기종영되자 2002년 11월 5일부터 그 시간대(저녁 6시 30분)로 옮겼다.
- 첫회부터 밤 9시 20분에 방송되었으나 일일드라마 《소문난 여자》 이후 후속작으로 방송된 일일극들이 거의 기대 이하의 성적에 그치자 SBS 일일드라마를 부흥시키기 위해 2003년 5월 19일부터 밤 8시 50분으로 시간대를 이동하였다.[13] 이날 시작한 <연인>부터 <흥부네 박터졌네>까지 SBS 일일드라마는 밤 9시 20분에 방송되었다.
- 그러나 일일드라마는 2002년 11월 4일부터[14] 평일 밤 10시 30분에 편성됐지만 iTV가 월~목 9시 30분에 편성된 《해바라기 가족》을 끝으로 일일극을 폐지하자[15] 2003년 2월 3일부터 월~금 9시 30분으로 옮겨간 iTV 연예정보 프로그램 <연예로드쇼 하이파이브>, KBS가 2TV 일일드라마를 폐지하는 대신 2003년 6월 9일 시작된 일일시트콤 《달려라 울엄마》 탓인지 부진을 면치 못했고, 《똑바로 살아라》의 평균 시청률 역시 변경 전 평균 12.9%였던 시청률은 평균 10.4%로 무려 2.5%나 하락했다. 이는 SBS가 시트콤을 폐지하게 되는 계기가 된다.[16]

## 수상 경력
- 2003년 SBS 연기대상 시트콤 부문 여자 연기상 홍리나